# 平成車站

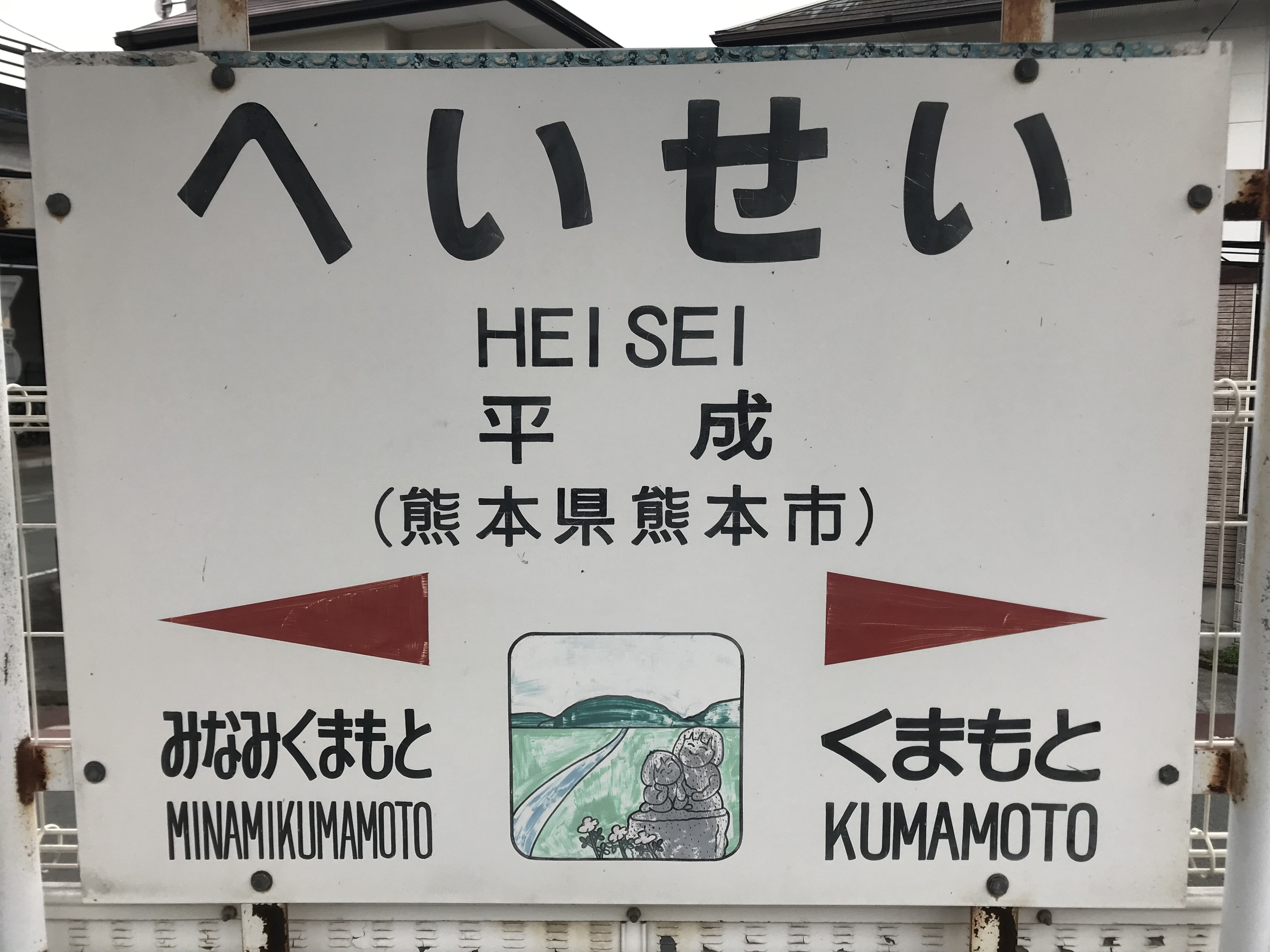
站名牌

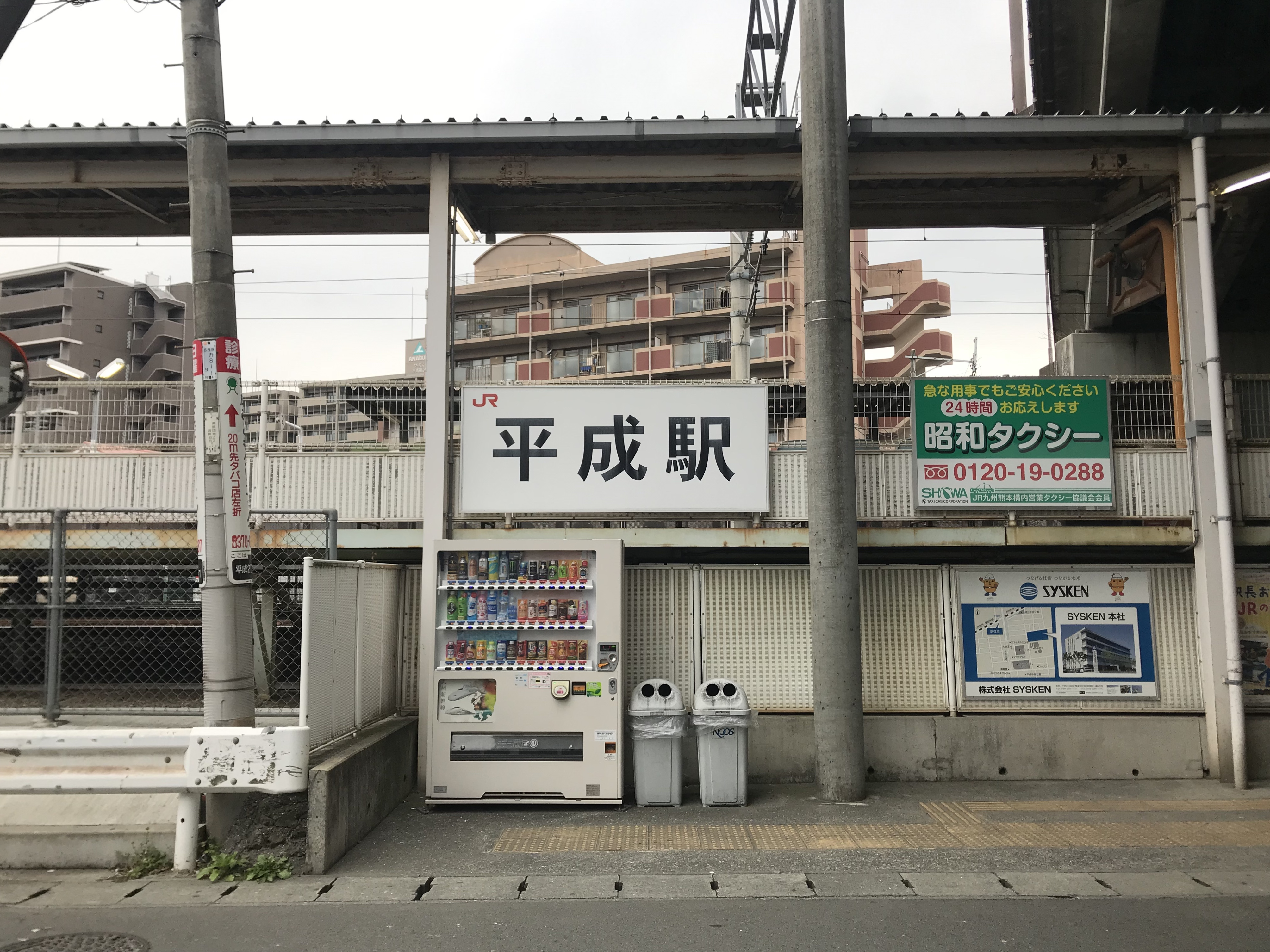
站名牌

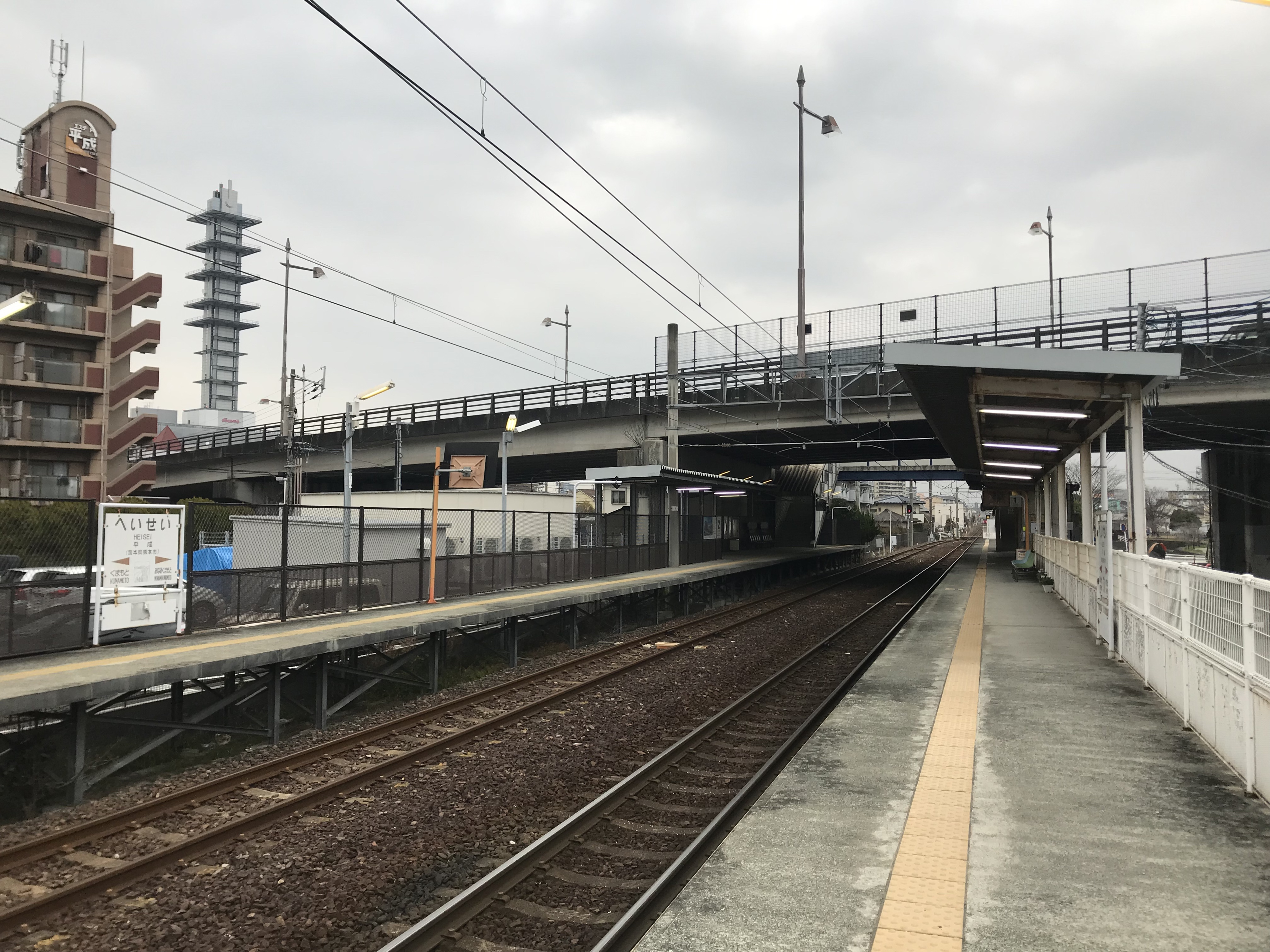
站台

平成站（日语：／ Heisei eki */?）是位於日本熊本縣熊本市中央區平成2丁目的九州旅客鐵道（JR九州）車站，屬於豐肥本線。

## 站名由來
站名來源於所在地地名，而地名則是來源於元號「平成」。車站周圍主要為住宅區，因在1990年代初期完成團地開發，因此命名為「平成」。

## 車站構造
採用簡易車站模式的通勤車站，建於「平成大通」高架段之下，最初的月台只有位於南端的月台，但隨着使用人數增加及路線電化的機遇，後來在北端亦加設了2號月台。不過，現時車站的出入口只設於1號月台方，位於北端的使用者，需使用樓梯前往平成大通的高架段行人道，再由另一端的樓梯返回南端路面後才可進站。
由於地形的限制，現時只設有階段式入口，通往2號月台的行人天橋也沒有設置升降機。進站後，即設有對應出、入閘的IC卡感應器、一部可發售近距離車票的售票機，前端為由候車亭加建而成的簡易式站房，前端為售票窗口，後端為簡易男、女共用式洗手間。

### 站台
2面2線側式站台的地面車站，兩座站台之間設有行人天橋連接，車站長度約為85公尺，有效長度為4輛，其中兩端月台因有部份位於高架橋下，所以不用特別加裝月台上蓋，而向南熊本方向約40米的長度大致上亦裝有月台上蓋。現時大部份列車均使用1號月台上落，2號月台通常只會在列車交匯時才使用，亦只限定用於往熊本方向的列車。
| 站台 | 路線      | 方向 | 目的地                                       | 備考                    |
| ---- | --------- | ---- | -------------------------------------------- | ----------------------- |
| 1    | ■豐肥本線 | 上行 | 熊本方向 經■鹿兒島本線往鳥栖、植木、八代方向 | 約60%的班次停靠         |
| 1    | ■豐肥本線 | 下行 | 肥後大津、宮地方向 面                        | 全部列車均使用本月台    |
| 2    | ■豐肥本線 | 上行 | 熊本方向                                     | 避讓線，約40%班次使用。 |

## 歷史
- 1992年7月15日：開業[3]。
- 1999年10月1日：豐肥本線改為電氣化鐵道，在該站設置交會用的2號站台。
- 2006年3月18日：改為有人業務委託車站。[2]
- 2012年12月1日：可以使用智能卡SUGOCA[6]。
- 2023年10月1日：由JR九州服務支援中取回委託權，昇格為直營站。

## 利用情況
以下是每年平均每日乘車人數統計：
| 年度 | 1日平均 乘車人數 |
| ---- | ---------------- |
| 2001 | 472              |
| 2002 | 485              |
| 2003 | 522              |
| 2004 | 537              |
| 2005 | 547              |
| 2006 | 585              |
| 2007 | 592              |
| 2008 | 640              |
| 2009 | 635              |
| 2010 | 659              |
| 2011 | 730              |
| 2012 | 751              |
| 2013 | 833              |
| 2014 | 878              |
| 2015 | 1,014            |
| 2016 | 1,030            |
| 2017 | 1,074            |
| 2018 | 1,154            |
| 2019 | 1,199            |
| 2020 | 905              |
| 2021 | 998              |
| 2022 | 1,100            |
| 2023 | 1,226            |

## 其他
2019年4月30日是平成年號的最後一天，由於適逢黃金周長假，有許多旅客前往此車站攝影並購買該站的車票留念。
與二十世紀以來的日本年號同名之其他車站為：
- 東京都東京地下鐵明治神宮前車站（但沒有「明治車站」）
- 大阪府大阪環狀線與長崎縣島原鐵道的大正車站
- 神奈川縣鶴見線昭和車站

2019年5月1日起，改年號為令和，日本第一個名為「令和」的車站令和COSTA行橋車站於2019年8月24日啟用。

## 相鄰車站
九州旅客鐵道
■豐肥本線
■特急「九州横断特急」、「阿蘇」、「阿蘇男孩！」、「翡翠山翡翠」
通過
■普通
熊本－平成－南熊本

## 外部連結
- JR九州 – 平城車站 （页面存档备份，存于）（日語）